# Asplenium fenzlianum
Asplenium fenzlianum là một loài dương xỉ trong họ Aspleniaceae. Loài này được Luerss. mô tả khoa học đầu tiên.
Danh pháp khoa học của loài này chưa được làm sáng tỏ. 